# Bar-sur-Seine
Bar-sur-Seine és un municipi francès situat al departament de l'Aube i a la regió del Gran Est. L'any 2007 tenia 3.415 habitants.

## Demografia

### Població
El 2007 la població de fet de Bar-sur-Seine era de 3.415 persones. Hi havia 1.405 famílies de les quals 548 eren unipersonals (243 homes vivint sols i 305 dones vivint soles), 393 parelles sense fills, 321 parelles amb fills i 143 famílies monoparentals amb fills.
La població ha evolucionat segons el següent gràfic:
Habitants censats

### Habitatges
El 2007 hi havia 1.620 habitatges, 1.454 eren l'habitatge principal de la família, 35 eren segones residències i 131 estaven desocupats. 822 eren cases i 796 eren apartaments. Dels 1.454 habitatges principals, 498 estaven ocupats pels seus propietaris, 913 estaven llogats i ocupats pels llogaters i 43 estaven cedits a títol gratuït; 43 tenien una cambra, 202 en tenien dues, 347 en tenien tres, 405 en tenien quatre i 457 en tenien cinc o més. 923 habitatges disposaven pel capbaix d'una plaça de pàrquing. A 726 habitatges hi havia un automòbil i a 403 n'hi havia dos o més.

### Piràmide de població
La piràmide de població per edats i sexe el 2009 era:
| Homes | Edats   | Dones |
| ----- | ------- | ----- |
| 0     | 95 o +  | 16    |
| 8     | 90 a 94 | 48    |
| 16    | 85 a 89 | 60    |
| 20    | 80 a 84 | 52    |
| 56    | 75 a 79 | 68    |
| 88    | 70 a 74 | 84    |
| 88    | 65 a 69 | 92    |
| 52    | 60 a 64 | 76    |
| 68    | 55 a 59 | 76    |
| 132   | 50 a 54 | 116   |
| 108   | 45 a 49 | 116   |
| 104   | 40 a 44 | 128   |
| 96    | 35 a 39 | 148   |
| 112   | 30 a 34 | 104   |
| 152   | 25 a 29 | 120   |
| 92    | 20 a 24 | 124   |
| 140   | 15 a 19 | 96    |
| 116   | 10 a 14 | 184   |
| 108   | 5 a 9   | 72    |
| 76    | 0 a 4   | 80    |

## Economia
El 2007 la població en edat de treballar era de 2.179 persones, 1.525 eren actives i 654 eren inactives. De les 1.525 persones actives 1.276 estaven ocupades (703 homes i 573 dones) i 249 estaven aturades (127 homes i 122 dones). De les 654 persones inactives 152 estaven jubilades, 232 estaven estudiant i 270 estaven classificades com a «altres inactius».

### Ingressos
El 2009 a Bar-sur-Seine hi havia 1.370 unitats fiscals que integraven 2.980,5 persones, la mediana anual d'ingressos fiscals per persona era de 14.304 €.

### Activitats econòmiques
Dels 253 establiments que hi havia el 2007, 5 eren d'empreses extractives, 9 d'empreses alimentàries, 2 d'empreses de fabricació de material elèctric, 2 d'empreses de fabricació d'elements pel transport, 14 d'empreses de fabricació d'altres productes industrials, 16 d'empreses de construcció, 65 d'empreses de comerç i reparació d'automòbils, 8 d'empreses de transport, 17 d'empreses d'hostatgeria i restauració, 3 d'empreses d'informació i comunicació, 18 d'empreses financeres, 12 d'empreses immobiliàries, 29 d'empreses de serveis, 32 d'entitats de l'administració pública i 21 d'empreses classificades com a «altres activitats de serveis».
Dels 67 establiments de servei als particulars que hi havia el 2009, 1 era una oficina d'administració d'Hisenda pública, 1 gendarmeria, 1 oficina de correu, 6 oficines bancàries, 1 funerària, 11 tallers de reparació d'automòbils i de material agrícola, 2 tallers d'inspecció tècnica de vehicles, 2 autoescoles, 2 paletes, 5 guixaires pintors, 2 lampisteries, 5 electricistes, 6 perruqueries, 3 veterinaris, 11 restaurants, 4 agències immobiliàries, 2 tintoreries i 2 salons de bellesa.
Dels 27 establiments comercials que hi havia el 2009, 3 eren supermercats, 1 un supermercat, 1 una botiga de més de 120 m², 4 fleques, 1 una fleca, 2 llibreries, 3 botigues de roba, 1 una botiga de roba, 1 una botiga d'equipament de la llar, 1 una sabateria, 1 una botiga d'electrodomèstics, 2 botigues de material esportiu, 2 drogueries, 1 un drogueria, 1 una perfumeria i 2 floristeries.
L'any 2000 a Bar-sur-Seine hi havia 21 explotacions agrícoles que ocupaven un total de 1.104 hectàrees.

## Equipaments sanitaris i escolars
El 2009 hi havia 1 hospital de tractaments de curta durada, 1 hospital de tractaments de mitja durada (seguiment i rehabilitació), 1 un hospital de tractaments de llarga durada, 2 psiquiàtrics, 1 centre de salut, 2 farmàcies i 1 ambulància.
El 2009 hi havia 1 escola maternal i 3 escoles elementals. A Bar-sur-Seine hi havia 2 col·legis d'educació secundària i 1 liceu tecnològic. Als col·legis d'educació secundària hi havia 829 alumnes i als liceus tecnològics 371.

## Poblacions més properes
El següent diagrama mostra les poblacions més properes.